# جاورجيوس جاورجيادس
جاورجيوس جاورجيادس هو سياسي عثماني شغل منصب والي في الدولة العثمانية.

## مناصبه
تولى المناصب التالية:
- أمير ساموس (أغسطس 1907–يناير 1908)
- أمير ساموس (1873–1873)